# Фонд Кверини Стампалья
Фонд Кверини Стампалья был основан в 1869 году в Венеции графом Джованни Кверини, последним потомком семьи Кверини Стампалья. Фонд хранит наследие знатной семьи Кверини, жившей в Венеции на протяжении многих лет. В коллекции фонда находятся памятники как исторического и художественного наследия, так и современного искусства. В фонд входят:
- главная Библиотека, по завещанию её основателя открытая до поздней ночи и работающая в праздничные дни;
- музей с характерной атмосферой аристократического дома XVIII века;
- залы, отведённые для постоянных выставок.

Над интерьером и экстерьером здания фонда Кверини Стампалья работал архитектор Карло Скарпа.

## История
История фонда связана с историей семьи Кверини Стампалия, в особенности с её последним потомком, графом Джованни Кверини. В 1868 году он передал своё имущество — имение, книги и коллекции произведений искусства — Венеции. Джованни Кверини хотел создать учреждение, способствующее развитию различных учений и «полезных наук» и было бы всегда открыто для посетителей даже тогда, когда другие культурные учреждения города закрыты.

## Семья Кверини Стампалия
Семья Кверини относится к числу первых основателей Венеции. В течение веков члены семьи принимали активное участие в политической, экономической и культурной жизни города.
В 1310 году недовольный правлением дожа Пьетро Градениго Марео Кверини вместе с Баджамонте Тьеполо участвует в тайном заговоре. Владения семьи были разделены на несколько частей, часть из них была передана церкви Санта-Мария Формоза. В XIV веке Джуанне Кверини купил греческий остров Астипалея. В 1527 году остров был завоёван турками и получил название «Стампалья».
В XVIII веке кардинал Анджело Мария Дурини - блестящий учёный, принимавший активное участие в культурной жизни Европы того времени, - основал библиотеку имени Кверини в Брешии.
Политик Андреа Кверини был покровителем Карло Гольдони, который посвятил ему одну из своих комедий. Кверини также был другом художника Пьетро Лонги, тот подарил Андреа свою картину «Семь заповедей».

### Граф Джованни Кверини
Последний представитель семьи Кверини, Граф Джованни, родился в 1799 году. Его отец, Альвизе Кверини, был послом Венеции в Париже в период падения республики. Он был первым, кто принял имя Стампалья, чтобы отличаться от других носителей фамилии при дворе Наполеона в Милане. С этого момента «двойное имя» закрепилось за семьёй, а впоследствии перешло и на название фонда. Мать Джованни, Мария Тереза Липпомано, изучала право, искусство и литературу, химию, физику и естественные науки; у неё была своя большая лаборатория. Она также занималась пополнением книжного собрания. В течение всей жизни Джованни много путешествовал, обогащая свои познания в области технологий. Он занимал сразу несколько должностей в администрации Венеции и являлся членом сразу нескольких институтов культуры и общественных учреждений.
В 1869 году граф скончался, завещав всё своё имущество городу Венеция и всему миру: семейное имение, земли, дома, книги, печатные документы, картины, мебель, произведения искусства, монеты, медали. В том же году открылся дом-музей Кверини.

## Музей
Первый этаж комплекса воссоздает аристократическую атмосферу резиденции семьи Кверини Стампалья. Невероятные коллекции драгоценной мебели, картин, фарфора, глобусов, тканей и скульптур создают неразрывную связь с изысканной атмосферой роскошных комнат дворца.

## Библиотека
В библиотеке собрано более 350 тысяч книг и документов. В соответствии с соглашением, заключенным с муниципалитетом Венеции, она имеет статус муниципальной библиотеки исторического центра. Для посетителей старше 16 лет вход бесплатный. В читальном зале доступно более чем 32 000 книг и более 350 периодических изданий, а также около 20 ежедневных местных, национальных и международных газет.